# Jaska Saarivuori
Johan Wilhelm „Jaska“ Saarivuori (* 3. November 1888 in Wyborg, Russisches Kaiserreich als Johan Wilhelm Öhberg; † 1. August 1938 Joutseno) war ein finnischer Kunstturner.

## Biografie
Jaska Saarivuori belegte bei den Olympischen Sommerspielen 1908 in London im Einzelmehrkampf den 81. Platz.
1906 änderte er seinen Nachnamen von Öhberg in die finnische Form Saarivuori um.